# Geniostoma vestitum
Geniostoma vestitum är en tvåhjärtbladig växtart som beskrevs av Henri Ernest Baillon. Geniostoma vestitum ingår i släktet Geniostoma och familjen Loganiaceae. Inga underarter finns listade i Catalogue of Life.